# Michigan 500 2000
Michigan 500 2000 var den elfte deltävlingen i CART World Series 2000. Racet kördes den 23 juli på Michigan International Speedway i Brooklyn, Michigan.

## Tävlingen
Juan Pablo Montoya tog sin andra seger för säsongen, efter att ha haft en tuff duell med Michael Andretti under de sista varven. De bägge körde i tandem, och slipstreamade varandra på rakorna, vilket gjorde att ingen av de kunde bryta sig loss. I slutändan hade Andretti ledningen när de kom ut ur den sista kurvan, men duon kom ikapp Tarso Marques, vars bils vinddrag skulle hjälpa Montoya att få sin bil 0,040 sekunder före i mål. Det var nästan lika jämnt som 1999, då Montoya tvingades ge sig mot Tony Kanaan med 0,032 sekunder. Andretti övertog dock mästerskapsledningen, efter att Roberto Moreno tvingats bryta med mekaniska problem. Dario Franchitti blev trea, följd av Patrick Carpentier, Hélio Castroneves, Adrián Fernández och Paul Tracy. Den sistnämnde hade pole position med det officiella världsrekordet i fart på stängd bana (30,645 sekunder, 378,023 (km/h)). Dock hade han slipstreamat till sig en ännu bättre tid (30,134 sekunder, 384,44 km/h) på lördagens morgonträning, vilket även räckte för att slå Greg Moores rekord från Fontana 1998.

## Slutresultat
| Plats | Förare               | Team                     | Grid | Kvaltid |
| ----- | -------------------- | ------------------------ | ---- | ------- |
| 1     | Juan Pablo Montoya   | Chip Ganassi Racing      | 7    | 30,963  |
| 2     | Michael Andretti     | Newman/Haas Racing       | 2    | 30,687  |
| 3     | Dario Franchitti     | Team KOOL Green          | 4    | 30,878  |
| 4     | Patrick Carpentier   | Forsythe Racing          | 9    | 31,036  |
| 5     | Hélio Castroneves    | Marlboro Team Penske     | 13   | 31,201  |
| 6     | Adrián Fernández     | Patrick Racing           | 12   | 31,146  |
| 7     | Paul Tracy           | Team KOOL Green          | 1    | 30,645  |
| 8     | Oriol Servià         | PPI Motorsports          | 15   | 31,371  |
| 9     | Max Papis            | Team Rahal               | 11   | 31,127  |
| 10    | Memo Gidley          | Della Penna Motorsports  | 21   | 32,053  |
| 11    | Luiz Garcia Jr.      | Arciero Racing           | 23   | 32,714  |
| 12    | Tarso Marques        | Dale Coyne Racing        | 24   | -       |
| 13    | Maurício Gugelmin    | PacWest Racing           | 20   | 31,909  |
| 14    | Christian Fittipaldi | Newman/Haas Racing       | 3    | 30,739  |
| 15    | Michel Jourdain Jr.  | Bettenhausen Motorsports | 22   | 32,175  |
| 16    | Alex Tagliani        | Forsythe Racing          | 8    | 30,990  |
| 17    | Cristiano da Matta   | PPI Motorsports          | 14   | 31,321  |
| 18    | Gil de Ferran        | Marlboro Team Penske     | 5    | 30,904  |
| 19    | Mark Blundell        | PacWest Racing           | 17   | 31,780  |
| 20    | Shinji Nakano        | Walker Racing            | 19   | 31,885  |
| 21    | Jimmy Vasser         | Chip Ganassi Racing      | 6    | 30,933  |
| 22    | Kenny Bräck          | Team Rahal               | 10   | 31,065  |
| 23    | Roberto Moreno       | Patrick Racing           | 16   | 31,567  |
| 24    | Tony Kanaan          | Mo Nunn Racing           | 18   | 31,835  |